# Libethra tolima
Libethra tolima är en insektsart som först beskrevs av John Obadiah Westwood 1859.  Libethra tolima ingår i släktet Libethra och familjen Diapheromeridae. Inga underarter finns listade i Catalogue of Life.